# Delia longitheca
Delia longitheca är en tvåvingeart som beskrevs av Masayoshi Suwa 1974. Delia longitheca ingår i släktet Delia och familjen blomsterflugor. Inga underarter finns listade i Catalogue of Life.